# Exaeretosoma
Exaeretosoma is een geslacht van wantsen uit de familie van de Reduviidae (Roofwantsen). Het geslacht werd voor het eerst wetenschappelijk beschreven door Elkins in 1962.

## Soorten
Het genus is monotypisch en bevat alleen de volgende soort:

- Exaeretosoma cheesmanae Elkins, 1962